# 高橋涼
高橋涼（たかはし　りょう　1976年2月4日―）はMAYAMasters 2005を受賞した人物である。

## 人物
新潟県出身。CG映画に刺激を受け、高校卒業後上京し、CGの勉強を始める。

## 経歴
株式会社デジタル・メディア・ラボ(1996～)、株式会社バンダイナムコゲームス(2000～)、株式会社ドワンゴ(2012～)を経て2013年に独立。

2014年2月4日　スマイルテクノロジーユナイテッド株式会社代表取締役就任。

## 講演
CEDEC 2009 バンダイナムコゲームスにおけるアセット管理・コンテントパイプラインに関する取り組み

CEDEC 2015 Technical Artist Bootcamp 2015 vol.2 「Pythonを中心としたチーム開発 - 個の力を組織の力に -」

CEDEC 2016 Technical Artist Bootcamp 2016 vol.2 「続・Pythonを中心としたチーム開発」